# Smile.dk
 (février 2025).
Si vous disposez d'ouvrages ou d'articles de référence ou si vous connaissez des sites web de qualité traitant du thème abordé ici, merci de compléter l'article en donnant les références utiles à sa vérifiabilité et en les liant à la section « Notes et références ».
Smile.dk est un groupe suédois d'Eurodance avec Veronica Almqvist comme seul membre actuel. Le groupe est connu pour plusieurs chansons présentées dans des jeux vidéo musicaux, tels que Dance Dance Revolution. Les chansons les plus remarquables du groupe incluent Butterfly, Boys, Mr. Wonderful, Dancing All Alone et Koko Soko.

## Discographie
- Smile (1998)
- Future Girls (2000) [1]
- Golden Sky (2002) [1]
- Party Around the World (2008)
- Forever (2017)

### Compilations
- Circuit Girl (2001)
- X-Mas Party (2009)

### EP
- Smile Paradise (2001) [1]
- Koko Soko 2016 (2016)

### Vidéos musicales
- Butterfly (1998)
- Mr. Wonderful (1998)
- Boys (1999)
- Doo Be Di Boy (2000)
- Domo Domo Domo (2002)
- Moshi Moshi (2011)